# All That Remains
All That Remains is een metalcore- en melodieuze deathmetalband uit Massachusetts, opgericht in 1999. De band heeft een contract met Metal Blade Records.

## Bezetting
Huidige leden
- Philip Labonte - hoofdzang (1998-heden)
- Mike Martin - slaggitaar (2004-heden)
- Jason Richardson - sologitaar (2018 -heden)
- Aaron Patrick - basgitaar (2015 - heden)
- Jason Costa - drums (2007-heden)

Oud-leden
- Chris Bartlett - gitaar (1998-2004)
- Dan Egan - basgitaar (1998-2003)
- Shannon Lucas - drums (2006)
- Michael Bartlett - drums (1998–2006)
- Matt Deis - basgitaar (2003–2004)
- Jeanne Sagan - basgitaar, achtergrondzang (2006-2015)
- Oli Herbert - sologitaar (1998-2018) - overleden 17-10-2018 link

Tijdlijn

## Discografie

### Studioalbums
- Behind Silence and Solitude (2002)
- This Darkened Heart (2004)
- The Fall of Ideals (2006)
- Overcome (2008)
- For We Are Many (2010)
- A War You Cannot Win (2012)
- The Order of Things (2015)
- Madness (2017)
- Victim of the New Disease (2018)

### Livealbums
- All That Remains: Live (2007)

### Demo's
- Demo 2009 (2009)

### Singles
- This Darkened Heart (2004)
- Tattered On My Sleeve (2004)
- This Calling (2006)
- The Air That I Breathe (2006)
- Not Alone (2007)
- Chiron (2008)
- Two Weeks (2008)
- Forever In Your Hands (2009)
- This Calling (2009)
- Hold On (2010)
- The Last Time (2011)
- The Waiting One (2011)
- Stand Up (2012)
- Asking Too Much (2013)
- What If I Was Nothing (2013)
- This Probably Won't End Well (2015)

### Muziekvideo's
- This Darkened Heart (2004)
- Tattered On My Sleeve (2004)
- The Deepest Grey (2005)
- This Calling (2006)
- The Air That I Breathe (2006)
- Not Alone (2007)
- Chiron (2008)
- Two Weeks (2008)
- Forever In Your Hands (2009)
- This Calling (2009)
- Hold On (2010)
- The Last Time (2011)
- Stand Up (2012)
- What If I Was Nothing (2013)
- This Probably Won't End Well (2015)
- Madness (2017)
- The Thunder Rolls (2017)